# 五礦地產
五礦地產有限公司（港交所：0230）前稱東方有色集團有限公司，
1993年中國有色金屬工業總公司收購羅氏地產集團，成功借殼上市， 成為東方有色。中國有色金屬工業總公司於1998年被撤銷, 同年東方有色為國家有色金屬工業局的子公司。2002年前董事總經理崔貴生被控詐騙公司2000萬港元。 同年崔貴生辭去江西銅業執行董事職務。2006年東方有色向崔貴生、葉樹華、Jointstock Investments Limited及工商東亞金融服務有限公司的民事索償達成庭外和解；至於另一被告金明亮發展有限公司已於2003年清盤。
因為國家有色金屬工業局的撤銷，2003年東方有色改屬中國五礦集團公司旗下，2007年更名五礦建設。 中国五矿集团公司持有五矿有色金属股份有限公司(五礦股份)88.5%權益；五礦股份持有五礦建設62%權益。
2008年11月，五礦建設向母公司收購幸達的全部股權，幸達持有方興地產部份股權。
2016年8月3日五礦地產以40.1億，樓面呎價約7,068元，較市場估值上限高出逾四成，奪得油塘崇信街與仁宇圍交界的油塘內地段第44號用地，地盘面積113345平方呎，可建樓面面積566725平方呎，提供4座23至29層792個中小型單位和需要提供122個計算在建築面積內的公眾停車場，預計項目的總投資額超過70億元
2017年8月6日五礦地產向城規會申請，將油塘崇信街與仁宇圍交界的油塘內地段第44號用地，作南北兩部份發展，擬建4幢分層住宅，南北地盤各有2幢，
，並以梯級式興建，每幢樓高23至29層，合共有657個住宅單位，北面地盤更將會興建一個公共停車場，共有171個車位，另建議附近海濱旁一塊政府地納入發展，設計成一條海濱長廊，申請獲規劃署表明不反對，料將於本周五（11號）城規會中通過，屋宇署公佈油塘崇信街與仁宇圍交界項目，獲批建2幢樓高20層及2幢25層高的住宅，住宅樓面約48萬方呎，將分兩期推售。

## 旗下香港物業
- 尖沙嘴中國五礦大廈[10][11]
- 中環LKF 29（前稱：東方有色大廈） [12]雲咸街
- 油塘蔚藍東岸

## 站外連結
- 五礦地產官方網站（页面存档备份，存于）